# 2854 Rawson
2854 Rawson eller 1964 JE är en asteroid i huvudbältet som upptäcktes den 6 maj 1964 av den argentinske astronomen David McLeish vid Argentinas nationella-observatorium. Den är uppkallad efter den argentinske läkaren Guillermo C. Rawson.
Asteroiden har en diameter på ungefär 7 kilometer.